# サカナノメ
サカナノメ（英: sakananome）は、日本のロック・バンド。ボーカル・ギター担当のサカイを中心とした男性4人で構成される。北陸金沢発、平均年齢25歳の「いつか映画の主題歌を飾るバンド」をテーマに活動するバンド。
メンバーは、金沢、富山、名古屋にルーツを持つの4人組。2019年、シンダサカナノメとして活動を開始、2021年、ウィズコロナ時代を生きるミュージシャンのためのオーディション「Go To STARDOM」審査員特別賞。
2024年1月「ツナ缶2合 – EP」を配信開始。10月には「B級映画」、12月「はぐれもの」、2025年4月に「怠惰日和」をリリースした。レコーディングは中ノ峠ミュージック・ラボ、ミキシングは、メンバーの田島が行っている。金沢のLIVE HOUSE vanvanV4をベースに活動している。

## バンド名の由来
バンド名「サカナノメ」は、サカイが高校の時、証明写真を撮影する際、先生より「お前は死んだ魚の眼をしてる」とその時に言われた言葉を気に入ったことから。その後、「元気が出る曲を演奏してるし、何より自分たちは生きているので」「シンダ」を取り去り2023年にサカナノメと改名し、2025年より現在のメンバーで活動を開始。

## ディスコグラフィ

### EP
ツナ缶2合 （2024年1月17日）。
1. また、明日
2. 8月病
3. グッバイイエロー
4. 口約束

### シングル
B級映画 （2024年10月9日）。
1. B級映画
2. イッシュウメ

はぐれもの （2024年12月18日）。
1. はぐれもの

怠惰日和 （2025年4月7日）。
1. 怠惰日和

### CMソング
1. 「また、明日」富山育英センター夏期講習TV-CM （2025年06月03日）
https://www.youtube.com/watch?v=gL2ablMnpa8 。